# Renée Thorel
Renée Thorel (Renée, Blanche, Maria Thorel) est une actrice française, née le 15 mai 1885 à Paris 2e et morte le 1er décembre 1971 à Paris 16e.

## Biographie
Renée Thorel a principalement joué pour le cinéma, bien qu'elle ait aussi interprété quelques rôles au théâtre.

## Filmographie
- 1941 : Premier Rendez-vous de Henri Decoin - Un professeur
- 1941 : Montmartre-sur-Seine de Georges Lacombe
- 1941 : Nous les gosses de Louis Daquin - Une dame charitable
- 1942 : Pontcarral, colonel d'Empire de Jean Delannoy - Mme de Saint-Glory
- 1943 : La Main du diable de Maurice Tourneur - La dame qui a froid
- 1943 : L'Homme qui vendit son âme de Jean-Paul Paulin - La capitaine de l'armée du salut
- 1944 : Le ciel est à vous de Jean Grémillon - La voisine
- 1944 : La Malibran de Sacha Guitry
- 1944 : Le Bal des passants de Guillaume Radot
- 1945 : Falbalas de Jacques Becker
- 1945 : Bifur 3 de Maurice Cam
- 1946 : Impasse de Pierre Dard
- 1946 : Martin Roumagnac de Georges Lacombe
- 1946 : Destins de Richard Pottier
- 1947 : Les Maris de Léontine de René Le Hénaff - Une dame
- 1947 : Antoine et Antoinette de Jacques Becker - Une acheteuse de billet de loterie
- 1947 : Carré de valets de André Berthomieu - Une invitée
- 1947 : Monsieur Vincent de Maurice Cloche - Une des dames bienfaitrices
- 1948 : D'homme à hommes de Christian-Jaque - Une invitée d'Elsa
- 1948 : Scandale de René Le Hénaff - Mme Porteval
- 1949 : Le Secret de Mayerling de Jean Delannoy - Une dame d'honneur
- 1950 : Envoi de fleurs de Jean Stelli
- 1950 : Miquette et sa mère de Henri-Georges Clouzot - Une commère
- 1951 : Les Deux Gamines de Maurice de Canonge - La directrice